# Palaeochiropteryx tupaiodon
Palaeochiropteryx tupaiodon é uma espécie de morcego extinta do Eoceno da Europa. Seus restos fósseis foram descobertos na formação Messel, Darmstadt, Alemanha.